# Cédric Stoll
Cédric Stoll (* 6. April 1982 in Schiltigheim) ist ein französischer ehemaliger Fußballspieler.

## Karriere
Stoll begann seine Karriere bei Racing Straßburg und absolvierte 2001/02 zwei Partien in der Division 2, der heutigen Ligue 2. Im Sommer 2002 schloss er sich der AS Cannes an und wechselte nach einem halben Jahr zur AS Monaco. Im Sommer 2003 kehrte Stoll ins Elsass zurück und schloss sich dem SC Schiltigheim an, ehe er 2005 auf die andere Rheinseite zum deutschen Oberligisten SV Linx wechselte. Beim Klub aus Rheinau wurde Stoll zum Stammspieler und Leistungsträger. 2006 stieg man aus der Oberliga Baden-Württemberg ab und schaffte ein Jahr später als Meister der Verbandsliga Südbaden den direkten Wiederaufstieg.
Nachdem Stoll mit seinem Klub in der Saison 2007/08 in die Verbandsliga Südbaden abgestiegen war, gelang zwei Jahre später der Wiederaufstieg, ehe 2011 der SV Linx erneut aus der Oberliga abstieg.
Stoll verließ den Verein und spielt seitdem im Elsass beim FC Soleil Bischheim.